# (6189) Völk
(6189) Völk – planetoida z grupy pasa głównego asteroid okrążająca Słońce w ciągu 3 lat i 183 dni w średniej odległości 2,3 j.a. Została odkryta 2 marca 1989 roku w Obserwatorium La Silla przez Erica Elsta. Nazwa planetoidy pochodzi od Elisabeth Völk, sekretarz Europejskiego Obserwatorium Południowego. Została zaproponowana przez Lutza Schmadela. Przed jej nadaniem planetoida nosiła oznaczenie tymczasowe 1989 EY2.